# Santi Duangsawang
Santi Duangsawang (în thailandeză สันติ ดวงสว่าง, n. 10 ianuarie 1968, Provincia Phichit, Thailanda – d. 4 noiembrie 2016, Provincia Samut Songkhram, Thailanda) a fost un actor și cântăreț thailandez.

## Discografie
- Joob Mai Wan (จูบไม่หวาน)
- Fak Jai Sai Krathong (ฝากใจใส่กระทง)
- Rak Nee Mee Kam (รักนี้มีกรรม)
- Thon Kham Saban (ถอนคำสาบาน)
- Luk Thung Khon Yak (ลูกทุ่งคนยาก)
- Look Chao Baan (ลูกชาวบ้าน)
- Nang Loei Nang Luem (นางลอยนางลืม)